# 인 터치 위클리
인 터치 위클리(In Touch Weekly)는 미국의 유명인사 가십 잡지이다. 이 잡지는 유명인사 뉴스, 패션, 뷰티, 관계 및 라이프 스타일에 초점을 맞추고 있으며, 구매자들이 슈퍼마켓 계산대의 다른 타이틀보다 잡지를 구매하도록 장려하기 위해 표지의 낮은 표지 가격에 대해 주장하는 것과 더불어 젊은 독자층을 겨냥하고 있다. 이 잡지는 일반적으로 젊은 여성과 10대 소녀들을 대상으로 한다.